# كونفليكت : ديزيرت ستورم
كونفليكت : ديسرت ستروم، (بالإنجليزية: Conflict: Desert Storm) هي لعبة إلكترونية تتحدث عن حرب الخليج الثانية ، وتعمل لأي لعبة فيديو حسب النظام المعتمد عليه .

## تكوين القوات في اللعبة
تتكون الجنود المحاربين ـ أبطال اللعبة ـ من القوات الخاصة البريطانية والقوات الخاصة الأمريكية، وهم يقومون بعمليات عسكرية في حرب الخليج الثانية، بدولة الكويت، بحيث تقوم اللعبة الجنود والمناطق والمدرعات الحربية لتشويق اللعبة، بالإضافة إلى صناعة الأسلحة ومركبات الهامافي العسكرية وعملية رمي صواريخ سكود على العدو .

## قصة
في اليوم الثاني من أغسطس سنة 1990م، قام قوات الاحتلال العراقي (حسب تعبير اللعبة) بدخول دولة الكويت في شهر أغسطس سنة 1990م، وكان هدف الجيش العراقي لاحتلال الكويت هي تدمير المصالح الأمريكية في الشرق الأوسط وتعرض حلفاؤها في خطر، فيضطر القوات الخاصة الأمريكية والبريطانية بتنفيذ مهمات لوقت الزحف العراقي على بقية دول الخليج .
ومن أبرز مهام اللعبة، هي عملية إنقاذ شيخ الكويت ، وتحرير الأسير الأمريكي في بغداد وردع الهجوم العراقي على مدينة الخفجي .

## وصلات خارجية
- كونفليكت : ديزيرت ستورم على موقع IMDb (الإنجليزية)

- تعريف اللعبة كونفليكت ديسرت ستروم على موقع غيم موبي